# Eulogio Sandoval
Eulogio Sandoval (Bolívia, 1922. július 14. – ?), bolíviai válogatott labdarúgó.
A bolíviai válogatott tagjaként részt vett az 1950-es világbajnokságon.

## Külső hivatkozások
- Eulogio Sandoval – a FIFA adatbázisában